# 查煥
查煥（1555年—1510年），字文顯，號東谷，浙江杭州府海寧縣人，民籍，明朝政治人物。

## 生平
成化十六年（1480年）庚子科浙江鄉試第十八名舉人。弘治三年（1490年）中式庚戌科會試第一百二十四名，二甲第四十一名進士。歷官刑部员外郎，十四年（1501年）十二月充副使册封王府。十五年三月升河南按察司佥事，丁憂，服闋，正德二年（1507年）二月復除山東佥事，四年七月升任山東布政司右參議。

## 家族
曾祖查叔智；祖父查宗漢；父查桓，號橘泉；母李氏。具庆下。兄查泰；弟查煜。